# Allsvenskan i handboll för herrar 2013/2014
Allsvenskan i handboll för herrar 2013/2014 var den sjunde Sveriges näst högsta division i handboll för herrar och spelades mellan 21 september 2013 och 30 mars 2014. Ricoh HK  blev seriesegrare och spelar i Elitserien i handboll för herrar säsongen 2014/2015.

## Tabell
Not: Lag 1 till Elitserien 2014/2015, lag 2–4 till Elitseriekval, lag 11–12 till Allsvenskt kval, lag 13–14 åker ned till Division 1 2014/2015.
| Nr | Lag                  | S  | V  | O | F  | GM  | IM  | MS   | P  |
| -- | -------------------- | -- | -- | - | -- | --- | --- | ---- | -- |
| 1  | Ricoh HK             | 26 | 22 | 1 | 3  | 789 | 629 | +160 | 45 |
| 2  | Skånela IF (N)       | 26 | 20 | 1 | 5  | 709 | 639 | +70  | 41 |
| 3  | OV Helsingborg       | 26 | 17 | 0 | 9  | 750 | 657 | +93  | 34 |
| 4  | VästeråsIrsta HF (N) | 26 | 15 | 2 | 9  | 737 | 637 | +100 | 32 |
| 5  | LIF Lindesberg       | 26 | 15 | 0 | 11 | 773 | 711 | +62  | 30 |
| 6  | IFK Ystad            | 26 | 13 | 1 | 12 | 689 | 695 | −6   | 27 |
| 7  | Hästö IF             | 26 | 12 | 3 | 11 | 782 | 711 | +71  | 27 |
| 8  | HK Aranäs (N)        | 26 | 11 | 2 | 13 | 689 | 714 | −25  | 24 |
| 9  | BK Heid (U)          | 26 | 11 | 1 | 14 | 667 | 688 | −21  | 23 |
| 10 | Caperiotumba         | 26 | 10 | 1 | 15 | 680 | 709 | −29  | 21 |
| 11 | RP IF Linköping (U)  | 26 | 9  | 3 | 14 | 688 | 714 | −26  | 21 |
| 12 | HK Varberg           | 26 | 9  | 2 | 15 | 695 | 750 | −55  | 20 |
| 13 | Alstermo IF          | 26 | 5  | 1 | 20 | 653 | 814 | −161 | 11 |
| 14 | IF Hallby            | 26 | 4  | 0 | 22 | 654 | 773 | −119 | 8  |

## Kvalspel till Elitserien
Lag 2–4 spelar kvalspel mot lag 11–13 i Elitserien. Lagen spelar en serie om tio matcher där lag 1–3 spelar i Elitserien i handboll för herrar 2014/2015, lag 4–6 spelar i Allsvenskan i handboll för herrar 2014/2015.

### Deltagande lag
Från Elitserien (3 lag)
- Ystads IF
- H43 Lund
- Önnereds HK

Från Allsvenskan (3 lag)
- Skånela IF
- VästeråsIrsta HF
- OV Helsingborg HK

Tabell enligt följande. 
| Nr | Lag               | S  | V | O | F | GM  | IM  | MS  | P  |
| -- | ----------------- | -- | - | - | - | --- | --- | --- | -- |
| 1  | Önnereds HK       | 10 | 6 | 2 | 2 | 269 | 246 | +23 | 14 |
| 2  | Ystads IF         | 10 | 6 | 0 | 4 | 258 | 234 | +24 | 12 |
| 3  | H43 Lund          | 10 | 5 | 2 | 3 | 271 | 254 | +17 | 12 |
| 4  | Skånela IF        | 10 | 6 | 0 | 4 | 252 | 257 | −5  | 12 |
| 5  | VästeråsIrsta HF  | 10 | 2 | 2 | 6 | 237 | 274 | −37 | 6  |
| 6  | OV Helsingborg HK | 10 | 2 | 0 | 8 | 251 | 270 | −19 | 4  |

## Kvalspel till Allsvenskan

### Semioff
Kvalspel genomförs enligt följande.
Första steget är semioff om två matcher mellan lag 2–3 i division 1 Södra respektive norra. Vilket slutade på följande sätt. Anderstorps SK gick vidare med sammanlagt 59–53 mot HK Country. HK Eskil  vidare efter sammanlagt 66–63 mot Vinslövs HK. Not:HK Country och Vinslövs HK slutade på fjärdeplats i sina serier men gick till kvalspel eftersom farmarlag till Ystads IF respektive Skånela IF hamnade ovan i tabell.
| Datum    | Match                     | Resultat | Publik |
| -------- | ------------------------- | -------- | ------ |
| 6 april  | HK Country–Anderstorps SK | 28–30    | 1320   |
| 14 april | Anderstorps SK–HK Country | 29–25    | 407    |

| Datum    | Match                | Resultat | Publik |
| -------- | -------------------- | -------- | ------ |
| 5 april  | Vinslövs HK–HK Eskil | 37–32    | 375    |
| 14 april | HK Eskil–Vinslövs HK | 34–26    | 264    |

### Direktoff
Direktoff spelas mellan vinnarna i semioff mot lag 12–13 i Allsvenskan. Matcherna avgörs i bäst över tre matcher. HK Eskil och HK Varberg spelar i Allsvenskan i handboll för herrar 2014/2015.
| Datum    | Match          | Resultat | Publik |
| -------- | -------------- | -------- | ------ |
| 21 april | HK Eskil–RP IF | 31–28    | 236    |
| 27 april | RP IF–HK Eskil | 18–19    | 436    |

| Datum    | Match                     | Resultat | Publik |
| -------- | ------------------------- | -------- | ------ |
| 6 april  | Anderstorps SK–HK Varberg | 30–34    | 448    |
| 14 april | HK Varberg–Anderstorps SK | 32–28    | 310    |